# Тинис
Тинис је митолошки град из времена старог Египта, где је, према Манетоновом хронолошком списку, Горњи Египат уједињен тинитинским савезом. Ово уједињење се десило у време владавине фараона Менеса.
Верује се да је антички град Тинис, или по египатском Тјени, био лоциран у близини данашњег египатског града Гирге. Такође је забележено да су први фараони били сахрањени у Тинису у некрополама. Бајт Калаф из треће египатске династије се налази недалеко од претпостављене локације града.
Стварна локација града никада није утврђена, нити неке опипљиве чињенице о постојању. 